# ماراثون الثلج
ماراثون الثلج انتاركتيكا اقترح من قبل ريتشارد دونوفان والمغامرات القطبية لإنشاء ماراثون في القارات السبع. كما أنه يمكن الرياضيين من استكمال الماراثون في بطولات الجائزة الكبرى- الماراثونية في جميع القارات السبع، والقطب الشمالي. ماراثون الثلج أنتاركتيكا حاليا هو الماراثون الوحيد داخل المنطقة القطبية (2007). نظمت النسخة الثالثة على التوالي من الماراثون في خط العرض 80 جنوبا في 12 كانون الأول/ديسمبر 2007. المشاركون نقلوا جوا من بونتا أريناس لموقع السباق في المناطق الداخلية من المنطقة القطبية الجنوبية، خلال 24 ساعة من النهار.

## وصلات خارجية
- الموقع الرسمي
- ماراثون القطب الشمالي
- التدريبات
- التحضيرات الاخيرة[وصلة مكسورة]
- عن السباق